# 平城盛次
平城 盛次（ひらき もりつぐ、1869年3月14日（明治2年2月2日） - 没年不明）は、大日本帝国陸軍軍人。最終階級は陸軍少将。功四級。

## 経歴・人物
旧島原藩の士族平城盛之の弟として長崎県に生まれる。1891年（明治24年）陸軍士官学校第2期卒業。
1906年（明治39年）7月に騎兵第5連隊長、1910年（明治43年）12月に騎兵第15連隊長、1912年（大正元年）12月に陸軍騎兵大佐・騎兵第1連隊長を経て、1917年（大正6年）8月に陸軍少将に進級と同時に待命、同年12月に予備役に編入した。
この間、日清戦争には騎兵中尉として、日露戦争には同少佐として出征し、その功により勲四等功四級に叙せられた。

## 栄典
- 1940年（昭和15年）8月15日 - 紀元二千六百年祝典記念章[5]